# HD 108150
HD 108150，又名BD+64 896，SAO 15801、HR 4727，是一颗恒星，视星等为6.32，位于銀經127.76，銀緯53.08，其B1900.0坐标为赤經12h 20m 26.5s，赤緯+64° 53.08′ 24″。